# Fairchild Dornier 328JET
Fairchild Dornier 328JET er et tomotoret jetfly der oprindeligt er udviklet og produceret af tyske Dornier Luftfahrt GmbH. Selskabet blev i 1996 overtaget af amerikanske Fairchild Aircraft, og blev derefter kaldt Fairchild-Dornier.
Flyet blev introduceret i 1991, som turpoprop, og indtil 2004 blev der i alt produceret 110 eksemplarer af jettypen. Flyet kan have op til 33 passagersæder og betjenes af 2 piloter. Den turboprop-drevne version af flyet kaldes Dornier 328.

## Udvikling
Da Dornier stadigvæk var ejet af Deutsche Aerospace AG, begyndte man på udviklingen af flyet under navnet Do 328. Jomfruflyvningen med Dornier 328 fandt sted 6. december 1991, og i oktober 1993 kom flyet for første gang i kommerciel drift med turpopropmotorer. Men på grund af manglende driftspålidelighed samt højt støjniveau, begyndte man udviklingen af et jetfly baseret på samme skrog.
På grund af manglende kommerciel succes med 328JET, var Fairchild-Dornier ikke var i stand til at finansiere udviklingen af yderligere modeller. 328JET var således det sidste kommercielle fly, der blev produceret af det tidligere Dornier, før det blev erklæret konkurs i 2002. AvCraft Aviation fra Virginia købte i marts 2003 retten til navnet og tilladelse til igen at producere flyet. I 2004 blev der produceret ét 328JET, inden firmaet året efter gik konkurs.